# Joseph Martin d'Auray
Pour les articles homonymes, voir Joseph Martin.
Joseph Martin d'Auray est un homme politique français né le 4 octobre 1832 à Auray (Morbihan) et mort le 3 novembre 1900 à Carnac (Morbihan)

## Biographie
Joseph Martin d'Auray est né dans une famille d'ancienne bourgeoisie originaire de Normandie, puis fixée en Bretagne, issue de  Jacques Martin, bourgeois de Caen (Calvados), en Normandie, père de Jacques Martin d'Auray (1730-1797), négociant, marchand drapier,  échevin d'Auray, (Morbihan).

## Carrière
Il est élu député en 1872. Il siège sur les bancs monarchistes. Il ne se représente pas en 1876 et 1877. En 1881, il est réélu député et conserve son siège jusqu'en 1889.

## Sources
- « Joseph Martin d'Auray », dans Adolphe Robert et Gaston Cougny, Dictionnaire des parlementaires français, Edgar Bourloton, 1889-1891 [détail de l’édition]
- « Joseph Martin d'Auray », dans le Dictionnaire des parlementaires français (1889-1940), sous la direction de Jean Jolly, PUF, 1960 [détail de l’édition]
- Fiche biographique sur le site de l'Assemblée nationale